# نوزومو ساساکی
نوزومو ساساکی (انگلیسی: Nozomu Sasaki؛ زادهٔ ۲۵ ژانویهٔ ۱۹۶۷) صدا پیشه و خوانندهٔ اهل ژاپن است. وی از سال ۱۹۸۶ میلادی تاکنون مشغول فعالیت بوده‌است.